# Korhogo (textile)

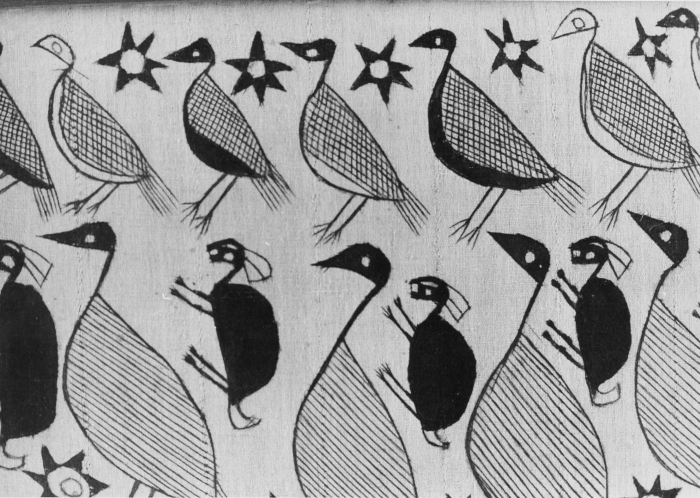
Tissu Korhogo du Musée national des cultures du monde aux Pays-Bas. Daté 1960-1970

Le tissu Korhogo ou toile de Korhogo, appelé filafani en sénoufo, est un textile africain fabriqué par le peuple Sénoufo de Korhogo, dans le nord de la Côte d'Ivoire. Souvent décrit comme étant dans l'ombre du bogolan (tissu de boue) et du kente , la toile de Korhogo se décline dans des tons neutres et terreux comme les bruns, les noirs et les crèmes.

## Fabrication
La toile de Korhogo est fabriqué en imprimant à la main des motifs sur du coton tissé et filé à la main. Les imprimés sont réalisées à l'aide d'un pigment végétal naturel à base de boue spécialement fermenté qui s'assombrit avec le temps, et les motifs sont généralement dessinés à l'aide d'un pochoir.
Les hommes et les femmes sont impliqués dans la fabrication du tissu. Les deux cultivent le coton, les femmes filent le fil de coton et préparent la teinture tandis que les hommes tissent et décorent le tissu. Une fois terminé, le tissu est souvent utilisé pour les vêtements, la décoration et bien d'autres.
La toile de Korhogo est décorée de symboles humains, d'éléments naturels comme le soleil, la lune, les étoiles et les animaux, tous enracinés dans la culture et la mythologie sénoufo.
Les Sénoufo utilisent le tissu comme bouclier contre les esprits vengeurs en les portant ou en les suspendant dans les maisons/sanctuaires. Le Korhogo est commandé pour les chasseurs (figures héroïques importantes) et les événements de rite de passage comme les funérailles/cérémonies spéciales.

## Histoire
Ce type de tissu est né à la fin des années 1960 et au début des années 1970 et reste aujourd'hui très apprécié des touristes et des Ivoiriens urbains. Désireux de maintenir les traditions sénoufo et d'aider à élargir le marché local, les volontaires du Corps de la paix américain ont encouragé la population à explorer de nouveaux moyens de production de vêtements. Le tissu Fila se composait de six bandes de tissu de coton qui avaient été cousues ensemble et servaient de prototype sur lequel le Korhogo a été construit. Le Fila est principalement décoré de rayures peintes à la main comme motif principal et de motifs en zigzag symboliques du léopard. Pour préserver les caractéristiques traditionnelles du Fila, les producteurs de tissus Korhogo ont continué à utiliser des bandes de coton filées à la main et tissées par leurs voisins Dioula. Cependant, contrairement au Fila, le Korhogo est rapidement devenu la toile sur laquelle les producteurs de tissus ont peint une grande variété d'images dérivées de la société et de la culture locales. Les premiers exemples de tissu Korhogo ont des bandes de Fila qui ont été utilisées comme grille où les motifs visuels seraient peints. Lorsque les Graham avaient convoité le tissu au début des années 1980, les fabricants de tissus Sénoufo avaient abandonné les bandes et utilisé le tissu entier pour encadrer les motifs peints.

## Significations symboliques
Il existe plus de 80 motifs  créés par les fabricants de toile de Korhogo et ils créent une histoire sur le tissu lorsqu'ils sont combinés. Quelques symboles populaires : 
- Pintade : la beauté féminine
- Poulet : Maternité
- Chèvre : Prouesse mâle
- Arbres : Bois sacré où se réunissaient les sociétés Poro
- Caméléon : la mort
- Poisson : la vie et l'eau
- Arêtes de poisson : Sécheresse
- Lion : Pouvoir royal
- Chasseur : Les mystères de la forêt
- Avaler : faire confiance
- Crocodile et le lézard : la fertilité masculine
- Le Serpent et la Tortue : la Terre
- Soleil, Lune et Étoiles : Les premiers éléments créés par Dieu

Vers 2019, 124 motifs de toiles de Korhogo ont été protégés en les déposant à l’Organisation africaine de la propreté intellectuelle (OAPI).

## Voir également
- Korhogo
- Peuple Sénoufo
- Vêtements traditionnels de Côte d'Ivoire